# Flore de La Réunion
 (janvier 2023).
Si vous disposez d'ouvrages ou d'articles de référence ou si vous connaissez des sites web de qualité traitant du thème abordé ici, merci de compléter l'article en donnant les références utiles à sa vérifiabilité et en les liant à la section « Notes et références ».

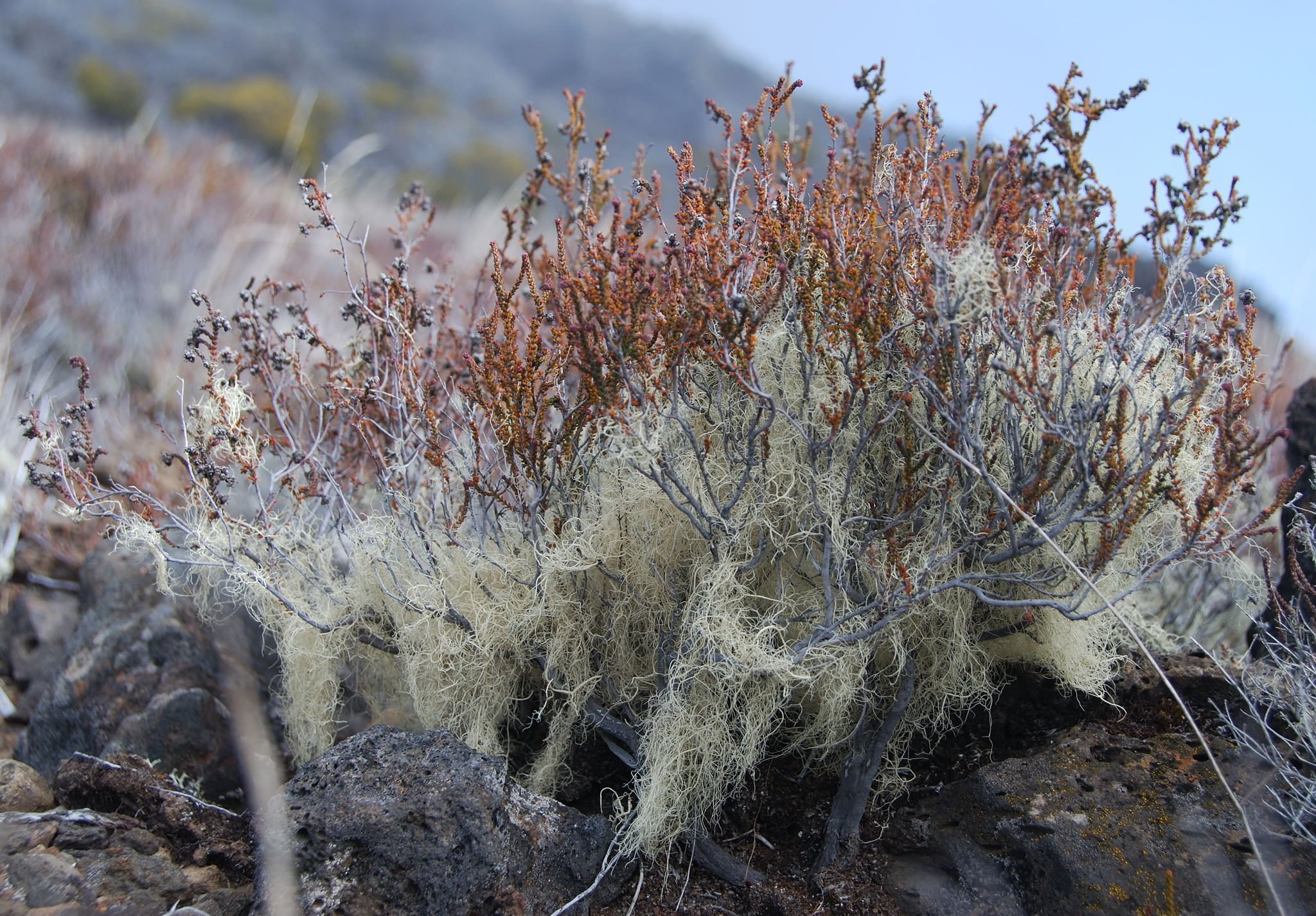
Une touffe de thym marron (Erica galioides) frangée de barbe de Saint-Antoine.

La flore de La Réunion désigne l'ensemble des espèces végétales présentes sur l'île de La Réunion, département et région d'outre-mer français situé dans le sud-ouest de l'océan Indien. Cette flore se caractérise par une grande richesse et une forte diversité, résultant de la situation géographique isolée de l'île, de son origine volcanique et de ses variations climatiques et topographiques.
L'île abrite plus de 1700 espèces de plantes vasculaires, dont environ 30% sont endémiques. Cette végétation unique s'est développée au fil des millions d'années depuis l'émergence de l'île, façonnée par les conditions locales et l'isolement géographique. La flore réunionnaise présente un intérêt scientifique majeur pour l'étude de l'évolution et de la biodiversité insulaire.
Cependant, cette flore exceptionnelle fait face à de nombreuses menaces, principalement liées à l'activité humaine, comme la déforestation, l'urbanisation et l'introduction d'espèces invasives. La préservation de ce patrimoine naturel constitue un enjeu écologique important pour l'île et la communauté scientifique internationale.

## Histoire de la botanique à La Réunion
Les premières études botaniques sur la flore de La Réunion qui nous soient parvenues datent du XVIIIe siècle, avec les travaux de naturalistes comme Philibert Commerson, Pierre Sonnerat, Louis Marie Aubert Du Petit-Thouars ou de visiteurs comme Bory de Saint-Vincent et Charles Gaudichaud-Beaupré. On peut citer encore les observations  d'Achille Richard, Samuel Perrotet, Louis Boivin ou du réunionnais Charles Frappier. Mais c'est à un naturaliste local, Eugène Jacob de Cordemoy, que l'on doit la première Flore de La Réunion, en 1895. En 1952, Pierre Rivals publie un ouvrage sur la flore de La Réunion. C'est ensuite Thérésien Cadet, dans les années soixante, qui modernise la recherche botanique sur l'île. En 1977, il publie La Végétation de l’île de La Réunion. Les travaux d'études se poursuivent aujourd'hui à l'université de La Réunion et au Conservatoire botanique national de Mascarin.

## Flore endémique
- Voir l'article détaillé : Flore endémique de la Réunion.